# Васильева, Елизавета Романовна
Елизавета Романовна Васильева (1 мая 1888 года, г. Санкт-Петербург, Российская империя, — 10 ноября 1972 года, г. Ленинград, РСФСР, СССР) — сборщица завода «Красная заря», Герой Социалистического Труда (1957).

## Биография
Трудовой путь начала в 10 лет на Петербургской бумагопрядильной фабрике.
С 1913 г. — на заводе «Эриксон» — затем головном предприятии производственного объединения «Красная заря». С первых дней прихода на предприятие стала принимать активное участие в забастовочном движении.
В 1919 г. вступила в партию, была одним из первых секретарей партийной ячейки на заводе. В годы первых пятилеток возглавляла бригаду сборщиц телефонных станций, была мастером. В военные годы, эвакуированная вместе с заводом в Уфу, участвовала в выпуске продукции, необходимой фронту.
В 1957 г. за выдающиеся достижения, большой вклад, внесенный в освоение и внедрение прогрессивных методов труда Елизавета Романовна удостоена звания Героя Социалистического Труда.
Скончалась 10 ноября 1972 года в городе Ленинграде. Похоронена на Северном кладбище.

Могила Васильевой на Северном кладбище Санкт-Петербурга.